# Lago di Faetano
Lago di Faetano je malo umjetno jezero u San Marinu u blizini granice s Italijom. Nalazi se u kaštelu Faetano u blizini ceste koja povezuje Faetano s Riminijem i nedaleko od potoka Marano koji čini istočnu granicu San Marina s Italijom. Otvoreno je 1968. godine, a koristi za ribolov pastrva.